# Église Saint-Georges-sur-Loire de Rochecorbon
L'église Saint-Georges-sur-Loire est une église catholique située à Rochecorbon, en France.

## Localisation
L'église est située dans le département français d'Indre-et-Loire, sur la commune de Rochecorbon.

## Historique
L'église, et ses salles troglodytiques, sont classées au titre des monuments historiques par l'arrêté du 12 avril 2016, après avoir été inscrite en 1948 et partiellement classée en 1996. Une étude de 2013 a permis de dater la charpente du XIe siècle, ce qui en fait une des plus anciennes charpentes romanes répertoriées.